# Cinque appuntamenti al buio
Cinque appuntamenti al buio (Five Blind Dates) è un film del 2024 diretto da Shawn Seet.

## Trama
Concentrata più sul lavoro che sulla sua vita privata, Lia è costretta a partecipare a cinque appuntamenti al buio organizzati di nascosto dalla sua famiglia e dal suo migliore amico dopo che una veggente le aveva previsto che la sua vita amorosa e il successo del suo negozio di tè sono collegati.

## Distribuzione
Il film è stato distribuito sulla piattaforma Amazon Prime Video il 13 febbraio 2024.